# Io e me
Io e me è il secondo album di Franco Fanigliulo, pubblicato nel 1979.

## Il disco
Io e me viene pubblicato dopo la partecipazione di Fanigliulo al Festival di Sanremo 1979 con A me mi piace vivere alla grande, canzone che sarà anche pubblicata su 45 giri e che diventerà il brano più conosciuto del cantautore spezzino; il testo viene censurato durante l'esibizione al festival, ed il verso Foglie di cocaina, voglio sentirmi uguale diventa Bagni di candeggina, voglio sentirmi uguale.
Alla scrittura delle canzoni collabora il cantautore Riccardo Borghetti, concittadino di Fanigliulo e già collaboratore di Pierangelo Bertoli.
Il disco è arrangiato da Gian Piero Reverberi, che dirige l'orchestra; come il precedente, è registrato negli studi Milano Recording di Milano (tecnico del suono: Pino Vicari), mentre il mixaggio viene effettuato agli Stone Castle Studios di Carimate da Ruggero Penazzo.
Da ricordare, tra le altre canzoni, Non si sa mai, lato B di A me mi piace vivere alla grande.

## Tracce
LATO A
- L'artista (testo e musica di Franco Fanigliulo e Riccardo Borghetti)
- Il guerriero (testo e musica di Franco Fanigliulo e Riccardo Borghetti)
- A me mi piace vivere alla grande (testo di Franco Fanigliulo, Daniele Pace e Oscar Avogadro; musica di Franco Fanigliulo e Riccardo Borghetti)
- Buffone (testo e musica di Franco Fanigliulo e Riccardo Borghetti)
- Marco e Giuditta (testo e musica di Franco Fanigliulo e Riccardo Borghetti)

LATO B
- Con te (testo e musica di Franco Fanigliulo e Riccardo Borghetti)
- Il chirurgo (testo Franco Fanigliulo e Riccardo Borghetti; musica di Deris Rosi)
- Non si sa mai (testo e musica di Franco Fanigliulo e Riccardo Borghetti)
- La Giovanna (testo e musica di Franco Fanigliulo e Riccardo Borghetti)

## Formazione
- Franco Fanigliulo – voce, cori, battito di mani
- Gianni Dall'Aglio – batteria
- Julius Farmer – basso
- Riccardo Borghetti – chitarra acustica, cori, battito di mani
- Deris Rosi – chitarra acustica, cori, battito di mani, chitarra elettrica
- Gian Piero Reverberi – Fender Rhodes, pianoforte, celeste, percussioni, tamburello, armonica, sintetizzatore
- Alberto Pugnetti – battito di mani, cori
- Italo Savoia – grancassa, piatti
- Sergio Almangano – violino
- Gian Maria Berlendis – violino
- Paolo Salvi – violoncello
- Giorgio Baiocco – sassofono soprano